# ناحیه مارکا
ناحیه مارکا (به عربی: مارکا) یک منطقهٔ مسکونی در اردن است که در امان واقع شده‌است.